# Стрілка Зоргенфрея
На множині {\displaystyle \mathbb {R} } усіх дійсних чисел множини {\displaystyle \beta =\{[a,b),\ a,b\in \mathbb {R} ,\ a<b\}} утворюють базу топології {\displaystyle \tau } на {\displaystyle \mathbb {R} }. Топологічний простір {\displaystyle (\mathbb {R} ,\tau )} називається стрілкою Зоргенфрея.

### Властивості
- τ сильніша за евклідову топологію на {\displaystyle \mathbb {R} }.
- {\displaystyle (\mathbb {R} ,\tau )} цілком нормальний.
- {\displaystyle (\mathbb {R} ,\tau )} задовольняє першу, але не задовольняє другу аксіому зліченності.
- {\displaystyle (\mathbb {R} ,\tau )} сепарабельний.
- {\displaystyle (\mathbb {R} ,\tau )} не метризовний.
- {\displaystyle (\mathbb {R} ,\tau )} ліндельофів.
- {\displaystyle (\mathbb {R} ,\tau )} не {\displaystyle \sigma }-компактний.
- {\displaystyle (\mathbb {R} ,\tau )} не локально компактний.
- {\displaystyle (\mathbb {R} ,\tau )} нульвимірний.
- {\displaystyle (\mathbb {R} ,\tau )} цілком відокремлений.
- {\displaystyle (\mathbb {R} ,\tau )} цілком незв'язний.
- {\displaystyle (\mathbb {R} ,\tau )} не екстремально незв'язний.
- {\displaystyle (\mathbb {R} ,\tau )} не розсіяний.
- {\displaystyle (\mathbb {R} ,\tau )} є метакомпактним і навіть паракомпактним простором.